# Ack, vi ästu dock så blinder
Ack, vi ästu dock så blinder (modern svenska: "Ack, varför är du ändå så blind") är en gammal psalm i elva verser av Haquin Spegel som trycktes första gången i Jesper Swedbergs eget psalmboksförslag 1694. Psalmen förekommer bara i 1695 års psalmbok.
Psalmen inleds 1695
Ach! hwij ästu doch så blinder
At tu eij beskådar här
Melodi är av Johann Schop från 1642 (F-dur, 2/2) och samma som till den mer kända Herre, signe du och råde (1695 nr 413) flera andra psalmer. Enligt 1697 års koralbok används samma melodi också till psalmerna Giv, o Jesu, fröjd och lycka (nr 139), Helge Ande, hjärtats nöje (nr 184), Ljus av ljus, o Morgonstjärna (nr 356), Opna tigh min munn och tunga (nr 376), Var nu redo, själ och tunga (nr 377).

## Publicerad i
- 1695 års psalmbok som nr 278 under rubriken "Emot Högfärd".